# Asterdorp

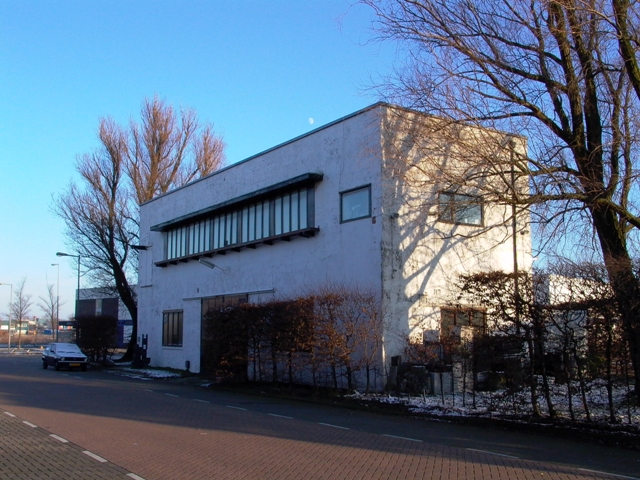
Het poortgebouw van de afgebroken woonschool Asterdorp in Amsterdam.

Asterdorp in Amsterdam-Noord was een nooddorp, bestaande uit woningen voor ontoelaatbare gezinnen, gebouwd in 1927. Asterdorp werd gebouwd op het voormalige industrieterrein in de Buiksloterham tussen de Asterweg en de Distelweg. Het complex bestond uit 132 woningen, ver van de bewoonde wereld. Een tweede vergelijkbaar dorp was Zeeburgerdorp, in Amsterdam-Oost.

## Woonschool
Asterdorp was opgezet op initiatief van Arie Keppler door de Gemeentelijke Woningdienst Amsterdam als een woonschool, waar probleemgezinnen onder toezicht werden gehuisvest en heropgevoed tot modelburgers - althans, dat was de bedoeling. De gemeente huisvestte hier gezinnen die nog niet tot de gemeentewoningen konden worden toegelaten, bijvoorbeeld in de Van der Pekbuurt. De bedoeling was dat na een periode van ongeveer een jaar het gezin daar wel aan toe was. De bewoners werden gecontroleerd door opzichteressen.
Om het dorp stond een muur met aanvankelijk slechts één poort, die overigens niet dicht kon. In 1932 werd er op verzoek van de bewoners een tweede ingang gemaakt aan de Asterweg en kregen de straatjes ook namen en huisnummers.

## Arme gezinnen
Voornamelijk arme gezinnen uit de Jordaan kwamen in Asterdorp wonen. Veel dagloners met grote gezinnen. Maar van het 'heropvoeden' kwam weinig terecht. In werkelijkheid veranderde Asterdorp weinig aan het toekomstperspectief van deze gezinnen. Daarentegen kregen de bewoners wel een levenslang stigma. Als ze vertelden dat ze in Asterdorp woonden, kregen ze geen werk. En als ze nog werk hadden, werden ze ontslagen. Ondanks de idealistische start mislukte het experiment volledig.

## Rotterdammers
In 1940 vertrokken de meeste oorspronkelijke bewoners, veelal naar Floradorp. Er werden na een opknapbeurt Rotterdammers in Asterdorp gehuisvest die tijdens het Bombardement op Rotterdam op 14 mei 1940 hun huis kwijt waren geraakt. Nadat deze bewoners na enige tijd weer naar Rotterdam teruggingen, nam de Duitse bezetter Asterdorp in beslag. In het voorjaar van 1941 vertrokken de laatste bewoners van woonschool Asterdorp.

## Jodenghetto
Een jaar later kregen de buitenlandse Joden in Het Gooi te horen dat zij naar Asterdorp moesten verhuizen. Vanaf januari 1942 werden er op last van de Duitse bezetter ook staatloze Joden uit Duitsland, Oostenrijk en Polen ondergebracht. Nadat die naar Kamp Westerbork weggevoerd waren, werden Joden uit de Amsterdamse Rivierenbuurt en uit andere Nederlandse steden gedwongen in Asterdorp te verblijven, totdat ook zij voor het overgrote deel vanaf de zomer van 1942 werden weggevoerd naar de Transvaalbuurt, waarvandaan zij gedeporteerd werden. Het getto heeft ruim een jaar lang bestaan. Uit deze periode stamt de bijnaam 'Klein Westerbork'. Dit 'vierde getto' van Amsterdam werd begin juni 1943 ontruimd en de resterende bewoners werden ondergebracht in de Transvaalbuurt. In totaal hebben er 307 Joden in Asterdorp gewoond, 227 van hen zijn vermoord. De Nederlandse Joden hoorden bij de laatsten die nog in Amsterdam waren.
Documentairemaker Saskia van den Heuvel deed onderzoek, sprak enkele overlevenden en dankzij haar film Het vergeten getto is Asterdorp in 2015 door de Duitse overheid als getto erkend.

## De laatste jaren
Tijdens een van de Bombardementen op Amsterdam-Noord in juli 1943 werd Asterdorp gedeeltelijk vernield. Na de oorlog heerste er grote woningnood in Nederland. Asterdorp werd opgeknapt en kreeg een andere naam: Tolhuiscomplex. Na reparatie werden in 1947 de noodwoningen in gebruik genomen. De woningen waren slecht, vochtig en vol schimmel. Door de slechte woonomstandigheden werd het in 1955 uiteindelijk afgebroken en kreeg de grond een bestemming als bedrijventerrein.

## André Volten
Alleen het poortgebouw aan de Asterdwarsweg 10 is bewaard gebleven. Dit was van 1952 tot zijn dood in 2002 in gebruik als werkplaats van de beeldhouwer André Volten. De kunstenaar gebruikte het hele gebouw. De ruimtes op de begane grond transformeerde hij tot werkplaatsen. De onderdoorgang sloot hij af met grote metalen schuifdeuren. De buitenmuren verfde hij wit. Sinds 2002 stond het poortgebouw leeg. In 2016 werd het opgeknapt en als 'Atelier Volten' in gebruik genomen.